# Terratrèmol de Chichi del 1999

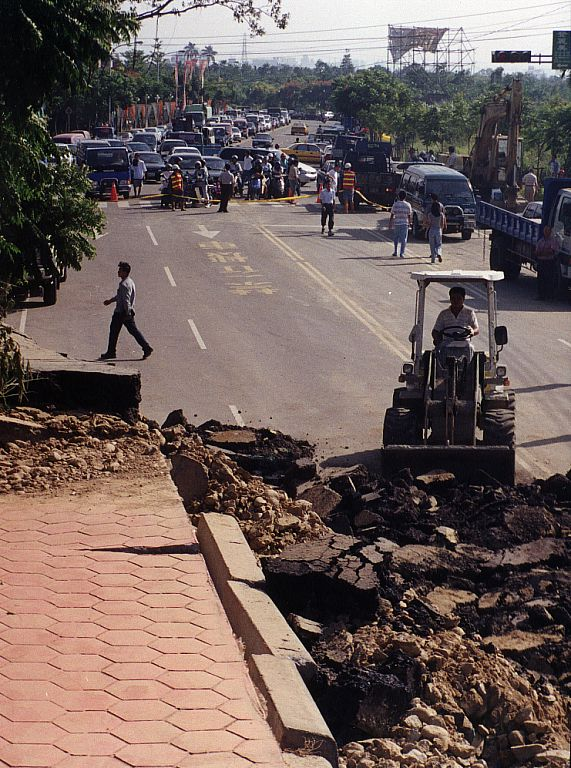
Destrosses causades pel terratrèmol al comtat de Taichung

El terratrèmol de Chi-Chi (en xinès tradicional, 集集大地震, en pinyin, jíjí dàdìzhèn), també conegut com el terratrèmol 921 (Xinès tradicional: 九二一大地震) va ocórrer el 21 de setembre del 1999 a Taiwan a les 1:47 de la matinada en l'hora local (20 de setembre 17:47 GMT) i va arribar a 7,3 en l'escala de Richter. El seu epicentre s'hi trobà 23.87° latitud nord, 120.75° longitud est, a Chichi (Jiji segons la romanització Hanyu) al Nantou, al voltant de 12.5 km a l'oest del Llac Sun Moon. El terratrèmol continuà sacsejant Taiwan durant la nit. S'han comptat multitud d'històries sobre cases no destruïdes que es traslladaren íntegres amb la conseqüència que fins i tot, l'amo va haver de canviar-ne d'adreça.

## Falla de Chelungpu
L'epicentre del sisme va ser la ciutat de Jiji. El terratrèmol 921 va ocórrer al llarg de la línia de la falla de Chelungpu a la part occidental de l'illa de Taiwan. La falla s'estén a la llarga de les faldes de les Muntanyes Centrals en les regions de Nantou i de Taichung. Algunes seccions de terra prop de la falla van ser aixecades prop de 7 metres. Prop de Dongshih, en l'extremitat nord de la falla, va ser creada pel terratrèmol una cataracta de més de 7 metres. En tota la part centre-occidental de l'illa, els ponts van ser destruïts, aïllant el trànsit per setmanes.
En Wufeng, un poble en la regió meridional de Taichung, els danys van ser particularment devastadors; l'Escola Superior de Guangfu s'hi trobava directament damunt de la línia de falla i fou greument danyada pel sisme. Hui dia on es trobava l'escola s'ha construït el Museu del Terratrèmol 921, que forma part del Museu Nacional de Ciències Naturals de Taiwan.
John Walker, dedicà un concert benèfic a recaptar fons per als damnificats.